# 泰迪熊

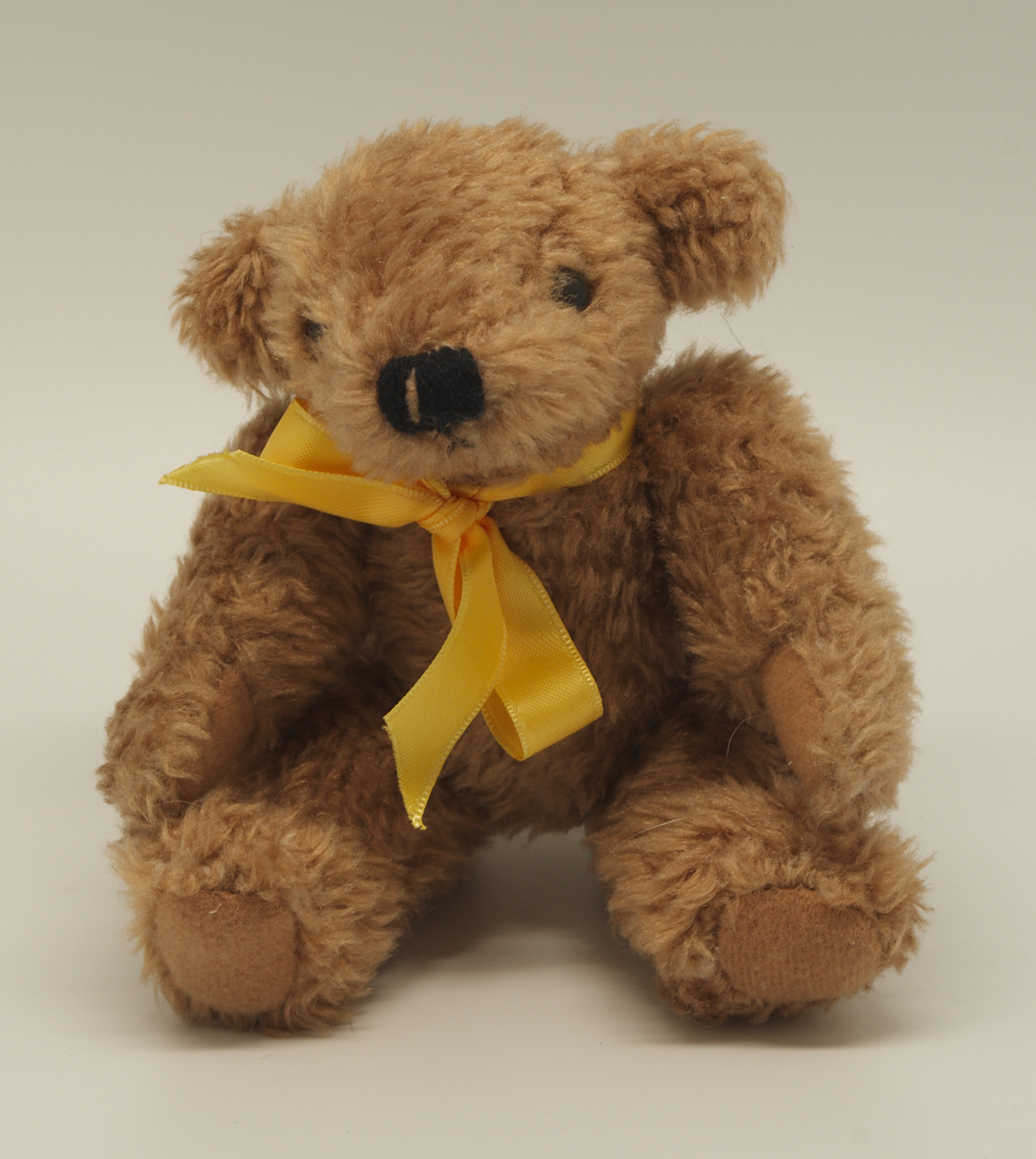
泰迪熊

泰迪熊（英語：Teddy bear），是一種熊外型历史悠久的填充毛绒玩具，常被用来安慰兒童的难过情绪，由莫里斯‧米奇湯姆發明，得名於美国总统西奥多·「泰迪」·罗斯福。近年来一些泰迪熊变成了昂贵的收藏品。世界上第一个泰迪熊博物馆（THE TEDDY BEAR MUSEUM）于1984年在英格兰的汉普郡彼得斯菲尔德（Petersfield, Hampshire）建立，但於2006年關閉。縱使這第一座博物館已關閉，但它並非最後一座，現在在歐洲、亞洲各國及美國等國家都可以找到泰迪熊博物館的蹤跡。

## 命名

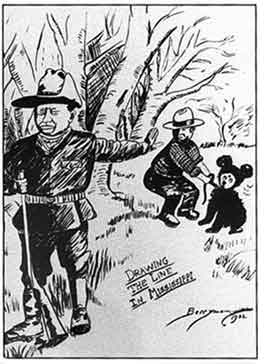
贝里曼的漫画

泰迪熊以西奥多·罗斯福（俗稱老羅斯福）命名，因为老罗斯福的暱稱就是泰迪，并且他很喜欢狩猎。据说泰迪熊的名字源于老罗斯福1902年在密西西比州一次猎熊。当时助手发现并捆綁了一只路易斯安那小黑熊，請老罗斯福射擊。老罗斯福不但斷然拒绝槍殺这隻被綑綁的小熊，并且批評「殺害小熊的行为」是“反體育精神”（unsportsmanlike），随后一个政治漫画家迅速出版漫画《泰迪熊》（Teddy's Bear）。第一部漫画在第二天即11月6日便出现了。克利福德·K·贝里曼（Clifford K. Berryman），一位《华盛顿邮报》的漫画编辑，以头版漫画的形式记录了这件事。贝里曼画的是小熊坐在地上，罗斯福拿着枪，背对着小熊，做着拒绝杀死猎物的手势。画面的下方写着“在密西西比州划界”（Drawing the Line in Mississippi），把打猎逸事同政治争论联系起来（见左图）。

## 制造商
俄裔移民莫里斯·米奇汤姆（Morris Michtom）和他的妻子罗丝（Rose）1903年2月15日不久在他们纽约布鲁克林的商店里展示了两只毛绒小熊并声称他们有罗斯福总统的书面许可称这种小熊为“泰迪熊”（Teddy's bears）。
德国玩具制造者玛格丽特·史泰福（Margarete Steiff）于1880年开始制造毛绒动物玩具。第一个作品是一只小象。1902年她的侄子理查德·史泰福（Richard Steiff）说服她制造玩具熊。玩具熊在当时的德国不是很流行,但1902年Steiff製造出世界第一款手腳可動的玩具熊,命名叫"55PB"。並在1903年莱比锡玩具交易会上卖给一个美国商人3000只。雖然米奇汤姆的熊（Michtom's bear）有一张惹人喜爱的娃娃脸，但史泰福出产的玩具熊在样貌上更像一只真正的熊。现在史泰福公司仍在德国生产泰迪熊并向全世界出口。

## 泰迪熊的種類
一些泰迪熊被提供给孩子们玩耍，另一些是为成人设计的，也被称作“收藏者项目”或“设计者熊偶”。第一种类型的泰迪熊通常是未直接连接的，头、手臂和双腿是被缝合在身体上的。另一种为成人设计的类型就基本上是直接连接的了，这就是说，泰迪熊的头和四肢通过体内关节铁架与身体连接，可以活动。
德國Steiff出產的泰迪熊有獨特的商標:每隻出產的泰迪熊及其他動物玩偶左耳皆有縫一顆金色釦子,因此有"金耳扣泰迪熊"的稱呼。
金耳扣後面會鑲著一塊標籤,依照標籤可以區別不同泰迪熊的類型:
黃底紅字:經典款泰迪熊,基本的泰迪熊產品,對象為小朋友或送禮。
白底紅字:限量款,因某些節日,人物或知名設計師而設計的泰迪熊,生產數量有限。主要為收藏品,要價都要一萬出頭。
白底黑字:復刻版,是用仿古(19世紀末~20世紀初)的技術與材料製作出來的泰迪熊,展現出復古的風格。為收藏用途,要價通常約一萬~三萬不等。

## 流行文化
由於泰迪熊多年下來已成為許多孩童的兒時回憶，泰迪熊亦常常出現在各大影視娛樂作品中。以下列舉幾個出現泰迪熊的著名作品：
- 中的泰迪
- 中的Ted
- 玩具熊的五夜後宮中的Freddy
- 新機動戰記GUNDAM W